# يانغ تشن جي
ولد يانغ تشن جي في عام 1921، هو معلم تاي تشي شوان أسلوب يانغ.

## تعلمه للتاي تشي
بدأ بتعلم التاي تشي شوان أسلوب يانغ بسن 6 سنوات مع والده يانغ تشنغفو وشقيقه الأكبر يانغ تشن مينغ، بدأ يانغ بتعليم التاي تشي في أواخر الاربعينيات من القرن الماضي. كان يانغ تشن جي رئيسا لجمعية الووشو في هاندان، وهو الآن عضو في لجنة جمعية الووشو في خبي.